# 李忱
李 忱（リ・タム、ベトナム語：Lý Thầm / 李忱、天資嘉瑞17年（1202年）8月 - 没年不詳）は、李朝大越の皇族。

## 生涯
第7代皇帝高宗の次男として生まれる。李忱の誕生を機に、元号が天嘉宝祐と改められた。
治平龍応4年（1208年）に知乂安州軍事の范猷が反乱を起こすと、高宗は上品奉御の范秉彝に討伐を命じた。しかし、治平龍応5年（1209年）に贈賄した范猷の讒言を容れた高宗は范秉彝とその子の范輔を捕縛した。これを聞いた范秉彝の部将の郭卜が兵を引き連れて宮中に乱入し、李忱を皇帝に擁立した。郭卜に擁立された李忱は、譚以蒙や阮正頼らに役職を授けた。高宗は帰化江（現在のフート省）、皇太子の李旵（李忱の弟）は海邑にそれぞれ逃亡した。
李旵が逃亡先で妃とした陳氏容の父の陳李・兄の陳嗣慶によって郭卜の反乱は鎮圧され、高宗と李旵は都の昇龍に戻ったが、李忱のその後は不明である。